# Università statale di San Pietroburgo
L'Università statale di San Pietroburgo (in russo Санкт-Петербургский государственный университет?), nota durante il periodo sovietico come Università statale di Leningrado, fu fondata nel 1724 ed è la più antica università della Russia.

## Storia
Fondata nel 1724 su ordine dello zar Pietro I di Russia.
Dal 1819 la sede principale dell'università si trova nell'edificio dei "Dodici collegi", costruito dall'architetto ticinese Trezzini, e destinato nel XVIII secolo alla disposizione degli organi statali supremi: il senato, il sinodo ed i collegi. Altre sedi dell'università trovano posto in più di duecento edifici situati tra San Pietroburgo, soprattutto sull'isola Vasil'evskij, e Peterhof, la maggior parte dei quali sono monumenti storici.

## Rettori
Nel 1747, diventò primo rettore – prima questa carica non esisteva – lo storico ed etnografo Acc. G. F. Miller. Nel 1750 fu il suo allievo e scienziato Krasheninnikov a succedergli. Dal 1758 al 1765 l'ateneo fu diretto dallo scienziato-enciclopedista russo Lomonosov, mentre all'inizio degli anni 1990, a ricoprire la carica di rettore fu Ludmila Verbitskaja.